# Сара Парецки
Сара Парецки (на английски: Sara Paretsky) е американска писателка на произведения в жанра криминален роман и трилър.

## Биография и творчество
Сара Парецки е родена на 8 юни 1947 г. в Амес, Айова, САЩ. Баща ѝ е микробиолог и през 1951 г. семейството се премества в Канзас, където той работи в университета на Канзас. Семейството е наема стара селска къща, а отношенията в него са тежки, защото баща ѝ е строг, а майка ѝ е алкохоличка. Завършва гимназия през 1965 г.
Получава бакалавърска степен по политология от университета на Канзас, след което в периода 1966 – 1968 г. работи общественополезен труд в южната част на Чикаго. Получава магистърска степен по бизнес администрация и докторска степен. по история от Чикагския университет през 1977 г. След дипломирането си работи като конферентен мениджър и мениджър на промоции в голяма застрахователна компания до 1986 г.
През 1976 г. се омъжва за Куртеней Райт, професор по физика в Чикагския университет. Те живеят заедно от 1970 г. до смъртта му през 2018 г. Имат три деца.
Първият ѝ роман „Indemnity Only“ от поредицата „Детектив В. И. Варшавски“ е издаден през 1982 г. Главната героиня е частен детектив, която не се вписва общоприетия образ – пие „Джони Уокър Блек Лейбъл“, нахлува в къщи, търсейки улики, и участва в уличен бой, но също така обръща внимание на дрехите си, пее заедно с радиото и се наслаждава на сексуалния си живот. Романите от поредицата са бестелъри, а чрез героинята си писателката въвежда и затвърждава ролята и образа на жените в криминалния роман. През 1991 г. е по романите е направен филма „Ви Ай Варшавски“ с участието на Катлийн Търнър и Джей О. Сандърс.
Писателката е една от основателките през 1986 г. на организацията „Сестри в престъпността“, която подкрепя и популяризира жените писателки в областта на криминалния роман и трилъра.
През 2002 г. е удостоена с наградата „Диамантен кинжал“ от Асоциацията на писателите на криминални романи за цялостното ѝ творчество. През 2011 г. за цялостното си творчество получава наградата „Антъни“ и е обявена за Велик майстор.от Асоциацияна на писателите на трилъри на Америка.
Сара Парецки живее в Чикаго.

## Произведения

### Самостоятелни романи
- Ghost Country (1998)
- Bleeding Kansas (2007)

### Серия „Детектив В. И. Варшавски“ (V.I. Warshawski)
1. Indemnity Only (1982)
2. Deadlock (1984)
Мъртва хватка, изд. „Перо“ (1995), прев. Татяна Колева
3. Killing Orders (1985)
4. Bitter Medicine (1987)
5. Blood Shot (1988) – издаден и като „Toxic Shock“, награда „Сребърен кинжал“
6. Burn Marks (1990)
7. Guardian Angel (1992)
8. Tunnel Vision (1994)
9. Hard Time (1999)
10. Total Recall (2001)
11. Blacklist (2003) – награда „Златен кинжал“
12. Fire Sale (2005)
13. Hardball (2009)
14. Body Work (2010)
15. Breakdown (2012)
16. Critical Mass (2013)
17. Brush Back (2015)
18. Fallout (2017)
19. Shell Game (2018)
20. Dead Land (2020)

### Участие в общи серии с други писатели

#### Серия „Нейт Холис“ (Nate Hollis) – със Скот Адлерберг, Сара Чен, Филип Драйър Дънкан,Наоми ХирахараиГари Филипс
2. Gary Phillips' Hollis For Hire (2018)

### Сборници
- A Taste of Life (1990)
- Love and Other Crimes (2020)

### Документалистика
- Writing in an Age of Silence (2007)
- Words, Works, and Ways of Knowing (2016)

### Екранизации
- 1991 Ви Ай Варшавски, V.I. Warshawski
- 1997 Когато смъртта е по петите ти, When Danger Follows You Home